# João 9

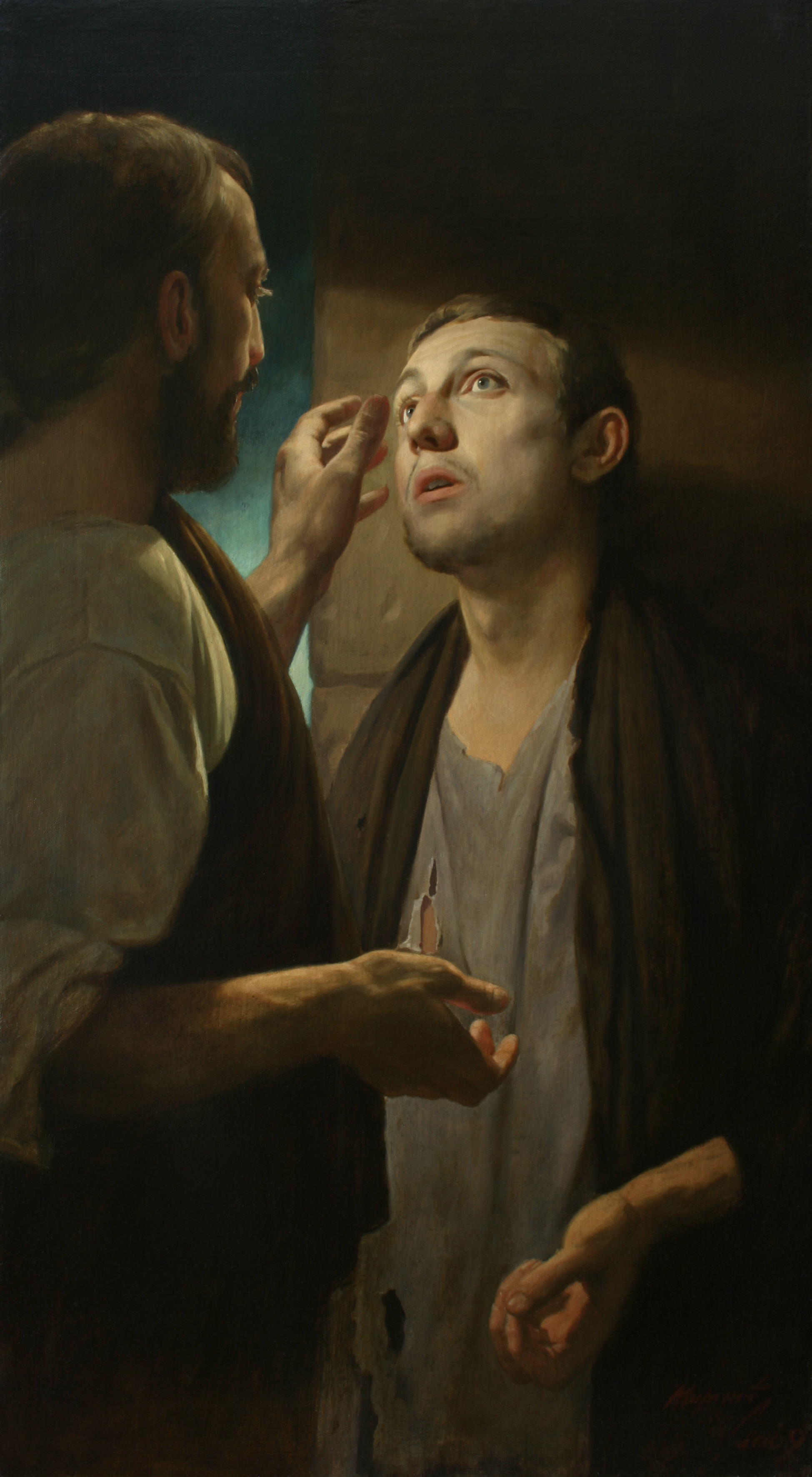
Jesus curando o cego de nascença, tema central de João 9.
2009. Por A.N. Mironov.

João 9 é o nono capítulo do Evangelho de João no Novo Testamento da Bíblia. Jesus continua sua pregação em Jerusalém.

## Jesus curando o cego de nascença
Neste milagre, que só aparece no Evangelho de João, Jesus cura um cego e se auto-intitula Luz do Mundo, o que remete aos versos em João 9:39–41, nos quais ele revela seu objetivo:
| “ | «Eu vim a este mundo para um juízo, a fim de que os que não vêem, vejam; e os que vêem, se tornem cegos. Ouvindo isto alguns dos fariseus que estavam com ele, perguntaram-lhe: Porventura somos nós também cegos? Respondeu-lhes Jesus: Se fôsseis cegos, não teríeis pecado algum; mas agora dizeis: Nós vemos; fica subsistindo o vosso pecado.» (João 39:41) | ” |

Logo depois, os fariseus demonstram sua indignação contra Jesus, que curou o cego sem guardar o sabá e interrogam o recém-curado, duvidando de sua palavra.